# Immunità umorale attiva
Con la locuzione immunità umorale attiva ci si riferisce in particolare a quella parte della immunità che si basa sulla attività dei linfociti di tipo B. I linfociti B, normalmente prodotti dal nostro organismo, a seguito di stimolazione da parte di un antigene sono in grado di proliferare e trasformarsi in cellule effettrici, le plasmacellule, capaci di produrre anticorpi che integrano l'azione dei linfociti T.
I linfociti B con la loro attività forniscono un'azione di tipo sistemico, appunto attraverso il rilascio di anticorpi. Le immunoglobuline agiscono sia come recettori dei linfociti B che come molecole effettrici. Le immunoglobuline sono in grado di eliminare le molecole antigeniche extracellulari attraverso diverse e distinte modalità.

## Ruolo dei linfociti T CD4+
Nella maggioranza delle risposte immunitarie di tipo umorale, ovvero quelle attivate dal riconoscimento di un antigene proteico, i linfociti B debbono essere supportati nella loro attività da parte dei linfociti T. Tali antigeni vengono pertanto definiti timo-dipendenti (T-dipendenti). La popolazione linfocitaria nota come linfociti T CD4+ ha infatti il compito di riconoscere l'antigene sulla superficie dei linfociti B che pertanto si comportano come cellule presentanti l'antigene (APC) esprimendo MHC di classe II.
 Una volta attivate le cellule CD4+ producono citochine che stimolano la differenziazione del linfocita B a plasmacellula e la conseguente produzione di anticorpi. I linfociti B che rispondono ad antigeni proteici si riscontrano prevalentemente all'interno dei follicoli degli organi linfoidi secondari e sono pertanto chiamati linfociti B follicolari. 
La risposta immunitaria ad antigeni polisaccaridici o lipidici multivalenti non necessita invece della partecipazione di linfociti T CD4+ antigene-specifici, per questo motivo tali antigeni vengono definiti timo-indipendenti (T-indipendenti). Tale risposta viene attuata dai linfociti B presenti nella zona marginale dei linfonodi e della milza e dalla sottopopolazione B-1 nel peritoneo e nelle mucose. 

## Tipologie di anticorpi
Esistono diversi tipi di molecole anticorpali, ciascuna rivestente un diverso ruolo funzionale.
- Anticorpi neutralizzanti
- Anticorpi opsonizzanti
- Anticorpi fissanti il complemento

Gli anticorpi neutralizzanti agiscono legando l'antigene e bloccandone l'attività. È il classico caso dell'anticorpo che si lega ad un antigene virale impedendone così il legame con la cellula bersaglio. Oppure il caso di anticorpi che legano tossine batteriche impedendone l'azione.

Gli anticorpi opsonizzanti con la loro presenza ricoprono la superficie del batterio o del virus favorendone la fagocitosi da parte dei macrofagi o di altre cellule specializzate. Questa attività richiede da parte dei fagociti la presenza di recettori specializzati capaci di legare diverse classi di immunoglobuline riconoscendone il dominio Fc (frammento cristallizzabile dell'anticorpo).
Ed effettivamente questi recettori prendono il nome di recettori per l'Fc delle immunoglubuline.

Gli anticorpi fissanti il complemento hanno la proprietà di innescare la cascata del complemento attraverso il componente C1q, una glicoproteina esamerica. Questa proteina plasmatica riconosce il frammento FC e lega gli anticorpi presenti e legati sulla superficie dei microrganismi.
Quando C1q si lega ad almeno 2-3 immunoglobuline oppure ad una IgM pentamerica, si induce una modifica nella struttura delle immunoglobuline che viene ad attivare le sub unità C1r e C1s. Questa attivazione a sua volta induce la lisi dell'agente patogeno.

## I linfociti B come Antigen-presenting cell (APC)
I linfociti B riconoscono gli antigeni estranei attraverso il BCR (B-Cell Receptor), una immunoglobulina di membrana che funziona come recettore per l'antigene. Segue la internalizzazione del complesso recettore-antigene, e l'antigene viene successivamente processato nelle vescicole acide contenenti lisosomiasi. I frammenti dell'antigene vengono quindi associati a molecole MHC di classe II e trasportate in direzione della membrana cellulare per essere 'presentate' ai linfociti T CD4.

## L'attivazione dei linfociti B

### Fase di proliferazione e differenziazione
Una volta attivata la cellula B va incontro ad una fase di rapida espansione clonale. Dopo la fase di espansione attiva i linfociti B si trasformano in plasmacellule o linfociti B di memoria. I linfociti T stimolano i linfociti B a proliferare grazie al rilascio di alcune citochine tra cui l'interleuchina 4 (IL-4).
Altre citochine prodotte dai linfociti T CD4+ stimolano invece i linfociti B al cambio di produzione di classe immunoglobulinica (switch isotipico) che porta alla secrezione immunoglobuline a più elevata affinità: ad esempio l'IL-4 stimola lo switch verso le IgE mentre IL-5 verso le IgA. Questo switch vede lo stretto coinvolgimento del CD40 ligando sui linfociti T attivati e del CD40 sui linfociti B.IL-6 e IL-5 sembrano invece promuovere la maturazione del linfocita B a plasmacellula. Lo switch isotipico non avviene qualora vengano riconosciuti antigeni non proteici e quindi non vi sia l'intermediazione dei linfociti T CD4+. Lo switch varia anche in base alla sede anatomica in cui avviene infatti nel MALT gli anticorpi a bassa affinità vengono sempre convertiti in IgA laddove in altri distretti tale conversione determinerebbe la produzione di IgG.

## Le risposte alla attivazione del BCR
Il legame dell'antigene al BCR ne stimola l'aggregazione con altri BCR determinando la trasduzione del segnale a valle tramite il complesso Igα-Igβ. L'attivazione dei linfociti B risulta ulteriormente stimolata se all'antigene risulta legato C3d. Il complesso antigene-C3d viene infatti riconosciuto rispettivamente grazie al BCR e al complesso corecettoriale di membrana CD21-CD19-CD81. In particolare CD21, conosciuto anche come componente CR2 del complemento, può legare il frammento C3d del complemento (un frammento di C3) e attiva CD19, il componente che media la trasduzione del segnale. L'immunogenicità di un antigene a cui risulta legato C3d aumenta in media di mille volte favorendo la produzione anticorpale da parte della plasmacellula. D'altra parte, gli anticorpi, legandosi agli antigeni, formano immunocomplessi che a loro volta stimolano l'attivazione del sistema del complemento per via classica e quindi la produzione di C3d, amplificando la risposta immunitaria umorale.
In seguito si verifica l'internalizzazione del complesso BCR-antigene negli endosomi dove grazie all'ambiente acido viene frammentato in peptidi che potranno poi essere presentati ai linfociti T CD4+ follicolari tramite MHC di classe II. Il linfocita B grazie all'espressione di B7-1, B7-2 e CD40 (CD40 si lega infatti al CD40L presente sulla cellula T e B7-1 e B7-2 a CD28) stimola il T-helper alla produzione di alcune interleuchine (IL-2, IL-4, BAFF) che inducono la proliferazione e la differenziazione del linfocita B attivato. Questi costimolatori risultano essenziali per la produzione massiva di anticorpi.

## Il follicolo linfoide
I linfociti B migrano nei follicoli linfoidi dei linfonodi e della milza e nel MALT seguendo il gradiente di concentrazione della chemochina CXCL13, prodotta dalle cellule dendritiche follicolari, che si lega al recettore CXCR5 da loro espresso. All'interno dei follicoli il loro destino dipende dall'incontro o meno con l'antigene che viene loro presentato dalle APC oppure che catturano in forma solubile dalla linfa o dal sangue. Nel caso in cui il linfocita B riconosca l'antigene che gli viene presentato aumenta l'espressione di CCR7, un recettore per le chemochine della zona T dipendente del linfonodo, e cioè CCL19 e CCL21. A questo punto il linfocita B attivato migra nella zona marginale.
 Le cellule T antigene-specifiche migrano anch'esse nella zona marginale, aumentando nel contempo l'espressione di CXCR5, dove possono incontrare e stimolare i linfociti B. Tali cellule sono anche denominate T-helper follicolari.
Se invece il linfocita B naive non incontra l'antigene vengono meno i segnali di sopravvivenza rappresentanti dalle citochine BAFF, APRIL e TNFα ed esso muore per apoptosi. 

## Il centro germinativo
Il follicolo è la sede in cui la cellula B attivata va incontro ad intensa proliferazione cellulare ed alla differenziazione in plasmacellula. Grazie alla osservazione microscopica nella parte esterna del centro germinativo possiamo osservare una zona più scura, ricca di cellule B in rapida proliferazione (centroblasti), ed una zona più interna, chiara, di cellule non proliferanti(centrociti). Nella zona chiara possiamo anche distinguere cellule T helper follicolari e cellule dendritiche follicolari.

Compito delle cellule dendritiche follicolari è quello di intrappolare l'antigene sulla loro superficie e mantenere in vita il linfocita B stimolandone il BCR.

Nel centro germinativo le cellule B vanno incontro ad ipermutazione somatica ed a switch isotipico. Questi fenomeni, che richiedono l'attivazione di un particolare enzima chiamato AID (citidina deaminasi indotta dalla attivazione), migliorano la qualità degli anticorpi e ne determinano l'isotipo di immunoglobuline prodotte.

Le cellule B del centro germinativo subiscono diversi destini.

Quelle che non sono in grado di riconoscere l'antigene vanno incontro a morte per apoptosi. Quelle che al contrario riconoscono l'antigene permangono vitali e possono differenziarsi a plasmacellule o cellule B della memoria. Queste ultime possono sopravvivere per anni e nel caso di nuova esposizione con l'antigene verso cui sono specifiche sono in grado di espandersi rapidamente producendo una maggiore quantità di anticorpi ad alta affinità rispetto a quella che si avrebbe dopo una prima esposizione e in sintesi determinando una risposta immunitaria più rapida ed efficace detta risposta anticorpale secondaria.

## Sopravvivenza delle plasmacellule in periferia
Una piccola parte delle plasmacellule migra dal centro germinativo nel midollo osseo dove sopravvive per anni continuando a produrre bassi livelli di anticorpi verso un dato antigene che contribuiscono a fornire una prima di linea di difesa nel caso in cui un microrganismo infetti nuovamente l'individuo. Questa migrazione è determinata dal pattern di recettori per chemochine espresse dalle stesse plasmacellule. La sopravvivenza delle plasmacellule in periferia è invece dipendente da alcune citochine prodotte in situ. Il fattore BAFF (B cell activating factor of the TNF family) detto anche APRIL, prodotto dalle cellule stromali dei linfonodi o da altre cellule mieloidi attivate, contribuisce in modo significativo alla sopravvivenza delle plasmacellule che esprimono il recettore BCMA.